# Sympetrum imitans
Sympetrum imitans là loài chuồn chuồn trong họ Libellulidae. Loài này được Selys mô tả khoa học đầu tiên năm 1886.